# جيوفاني بيرتوريلي
جيوفاني بيرتوريلي (7 ديسمبر 1928 – 25 أبريل 2006) هو مبارز بالسيف فنزويلي راحل، مثّل بلاده في الألعاب الأولمبية الصيفية 1952.

## روابط رياضية
جيوفاني بيرتوريلي على موقع أوليمبيديا (الإنجليزية)